# Solore-en-Forez
Solore-en-Forez is een gemeente in het Franse departement Loire (regio Auvergne-Rhône-Alpes). De gemeente telt 526 inwoners (2025). De plaats maakt deel uit van het arrondissement Montbrison.

## Geschiedenis
Op de 18de-eeuws Cassinikaart is hier de plaats Saint-Laurent en Solore weergeven, met daarvan afhankelijk LHopital. Op het eind van het ancien régime eind 18de eeuw, toen de gemeenten werden gecreëerd, werd de parochie ingedeeld in de drie afzonderlijke gemeenten Débats-Rivière-d'Orpra L'Hôpital-sous-Rochefort en Saint-Laurent-Rochefort.
Op 1 januari 2025 werden de drie gemeenten weer verenigd in de fusiegemeente (commune nouvelle) Solore-en-Forez. De naam verwijst naar de oude parochie, en naar de streek van de Forez. Débats-Rivière-d'Orpra werd hoofdplaats van de nieuwe gemeente.

## Geografie
In de gemeente liggen de dorpen L'Hôpital-sous-Rochefort en Saint-Laurent-Rochefort. In Saint-Laurent-Rochefort liggen nog het dorp Rochefort en verschillende gehuchten, waaronder Collet, Serre, Chazelles Haut en Chazelles Bas, Chardenat, le Bruchet, la Vorgère, Lestra (Lestra Haut en Lestra Bas). Débats-Rivière-d'Orpra bestaat vooral uit de aaneengesloten gehuchten Ligeay, le Martel en le Pras.